# Puchar Europy w Wielobojach 2014

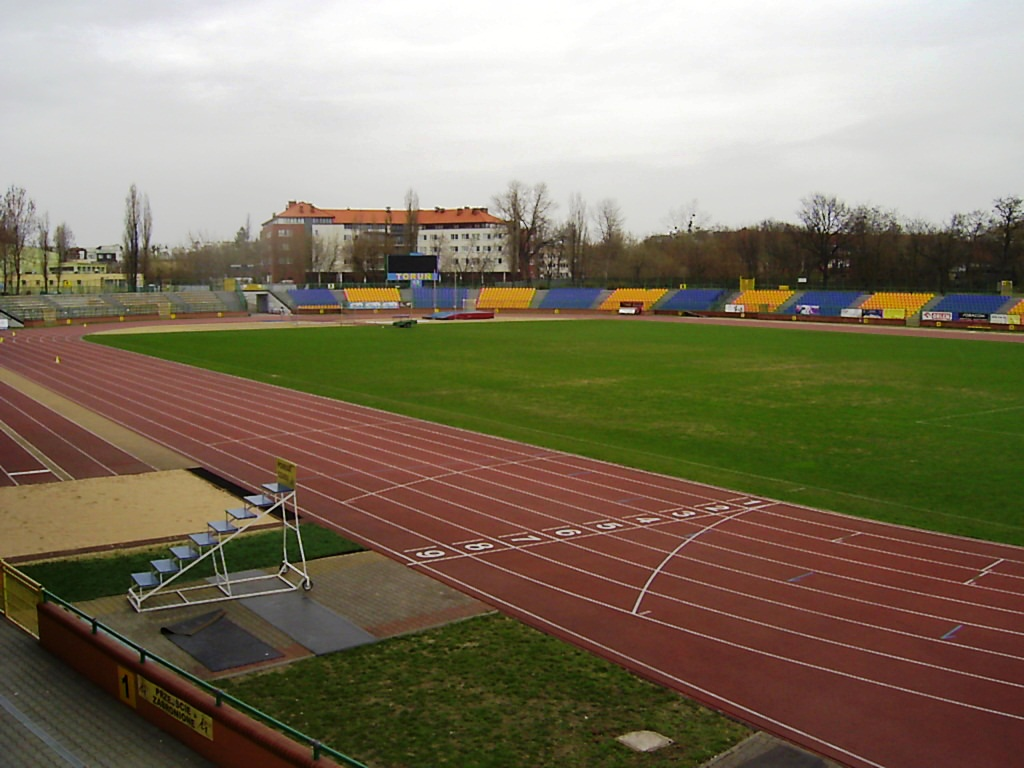
Stadion w Toruniu - arena zmagań superligi

31. Puchar Europy w Wielobojach – zawody lekkoatletyczne organizowane pod auspicjami European Athletics, które odbyły się 5 i 6 lipca na dwóch europejskich stadionach. 
W imprezie drużyny męskie rywalizują w dziesięcioboju, a żeńskie w siedmioboju. Gospodarzem superligi pucharu Europy był  Toruń, a pierwszej i drugiej ligi Ribeira Brava na Maderze.

## Rezultaty

### Superliga

#### Indywidualnie
| Konkurencja:           | 1. miejsce         | Rezultat     | 2. miejsce             | Rezultat  | 3. miejsce     | Rezultat  |
| Dziesięciobój mężczyzn | Eelco Sintnicolaas | 8156 pkt.    | Eduard Michan          | 8004 pkt. | Ingmar Vos     | 7959 pkt. |
| Siedmiobój kobiet      | Nadine Broersen    | 6539 pkt. PB | Antoinette Nana Djimou | 6212 pkt. | Jana Maksimawa | 6173 pkt. |

#### Drużynowo
| Poz. | Reprezentacja   | Punkty       |
| ---- | --------------- | ------------ |
| 1.   | Rosja           | 41 4159 pkt. |
| 2.   | Holandia        | 41 048 pkt.  |
| 3.   | Francja         | 40 761 pkt.  |
| 4.   | Białoruś        | 40 152 pkt.  |
| 5.   | Estonia         | 39 015 pkt.  |
| 6.   | Wielka Brytania | 38 516 pkt.  |
| 7.   | Szwajcaria      | 38 076 pkt.  |
| 8.   | Polska          | 36 879 pkt.  |

### I liga

#### Indywidualnie
| Konkurencja:           | 1. miejsce       | Rezultat  | 2. miejsce      | Rezultat         | 3. miejsce         | Rezultat     |
| Dziesięciobój mężczyzn | Adam Helcelet    | 7955 pkt. | Jiří Sýkora     | 7927 pkt. WJL PB | Fabian Rosenquist  | 7844 pkt. PB |
| Siedmiobój kobiet      | Eliška Klučinová | 6191 pkt. | Alina Fiodorowa | 6090 pkt.        | Anastazja Mochniuk | 5982 pkt.    |

#### Drużynowo
| Poz. | Reprezentacja | Punkty      |
| ---- | ------------- | ----------- |
| 1.   | Czechy        | 40 384 pkt. |
| 2.   | Ukraina       | 40 056 pkt. |
| 3.   | Szwecja       | 39 753 pkt. |
| 4.   | Hiszpania     | 38 962 pkt. |
| 5.   | Norwegia      | 38 777 pkt. |
| 6.   | Włochy        | 38 032 pkt. |
| 7.   | Finlandia     | 37 845 pkt. |
| 8.   | Portugalia    | 36 686 pkt. |

### II liga

#### Indywidualnie
| Konkurencja:           | 1. miejsce       | Rezultat     | 2. miejsce         | Rezultat     | 3. miejsce                 | Rezultat     |
| Dziesięciobój mężczyzn | Niels Pittomvils | 8000 pkt.    | Ionel Irinel Cojan | 7142 pkt. PB | Michael Bowler             | 6997 pkt. PB |
| Siedmiobój kobiet      | Sofia Ifandidu   | 5806 pkt. PB | Lucia Mokrášová    | 5789 pkt. PB | Sveinbjörg Zophoníasdóttir | 5641 pkt.    |

#### Drużynowo
| Poz. | Reprezentacja | Punkty      |
| ---- | ------------- | ----------- |
| 1.   | Rumunia       | 35 532 pkt. |
| 2.   | Islandia      | 34 618 pkt. |
| 3.   | Turcja        | 29 968 pkt. |